# Finlands Seniorparti
Finlands Seniorparti r.p. (finska: Suomen Senioripuolue) var ett politiskt parti i Finland, bildat 1991 och upplöst 2014. Partiets inofficiella förkortning var FSP, och partiet var verksamt i hela Finland. Efter riksdagsvalet 2011 gick partiet med i Självständighetspartiet. År 2013 bestämde seniorer att grunda om partiet genom att samla in 5 000 anhängarkort och delta i de kommande valen.
Partiet togs bort från Finlands partiregister redan 2011 för att det hade inte fått några riksdagsledamöter invalda i två tidigare riksdagsval.
Partiet infördes i partiregistret 14 januari 1991 som Riippumattomat Sitoutumattomat Eläkeläiset Suomessa r.p. vilket ändrades 22 oktober 1991 till Eläkeläiset Kansan Asialla r.p. och 1 augusti 2006 till Suomen Senioripuolue r.p..